# AntiLo
AntiLoはPINKちゃんねる及び2ちゃんねるを標的としたコンピュータウイルスの一種である。感染したコンピュータ自体への重大な損害を持つタイプは今のところ存在しない。

## ウイルスの目的
感染したウイルスは、コンピュータに対し約35秒おきに以下の行動を実施させる。
- 半角二次元板の特定のキーワードを持つスレッドに荒らしまがいの書き込みを行う
- %WINDIR%:ANTILO.exeへ自分自身をコピーしようとする
- タスクマネージャを使用できないようにする
- VIPろだに自分自身のコピーをアップロードする

### 亜種
2006年2月23日から同人板を標的とする亜種が発見されている。こちらの亜種のほうが半角二次元板を標的としたものよりも影響が大きくなっている。
亜種の特徴は以下のとおり
- 同人板の特定のキーワードを持つスレッドに荒らしまがいの書き込みを行う
- スタートアップに%WINDIR%SYSTEM32:ANTILO.exeを登録する
- %WINDIR%SYSTEM32:ANTILO.exeへ自分自身をコピーしようとする

## 感染経路
基本的にはウイルスのexe(実行)ファイルを実行することで感染する。自身のファイルをフォルダに偽装しており、拡張子を表示していない状態だと誤って実行してしまう危険性がある。

## 感染予防
- 出所がはっきりしないファイルを実行しない
- 拡張子を表示する
- 安易にファイルを実行しない
- 常にOSを最新の状態にしておく

## その他
これをネタとして、擬人化キャラ「すくあらタン」(スクリプト荒らしの略)が作成された